# تیم آکروجت ایگل پاترول

تیم آکروجت ایگل پاترول (Patrulla Águila)(به اسپانیایی «گشت عقاب»)، که در 4 ژوئیه 1985 تشکیل شد، تیم نمایش هوایی نیروی هوا-فضای اسپانیا است. این تیم در پایگاه هوایی سن خاویر در محل آکادمی افسران نیروی هوا-فضای اسپانیا، در منطقه مورسیا اسپانیا، مستقر است. آنها با پرواز هفت هواپیمای کاسا سی-101 آویوجت، تنها تیمی هستند که از دود زرد استفاده می کنند و همچنین به دلیل فرودهای گروهی خود شناخته شده اند.

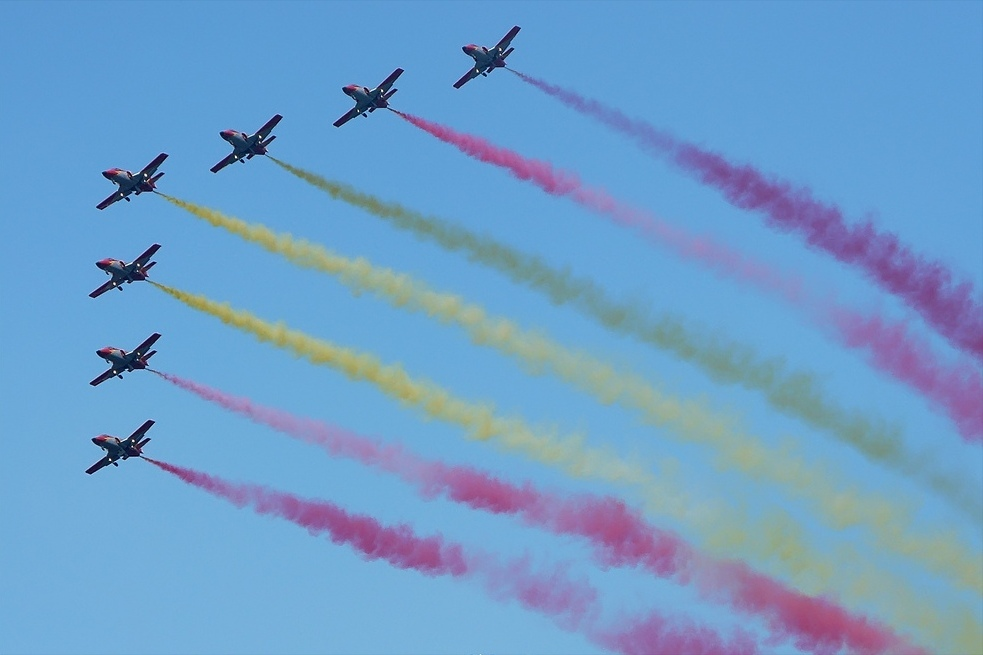
هواپیماهای تیم آکروجت ایگل پاترول در یک رژه نمایشگاهی. رنگ های پرچم اسپانیا است

## بیشتر ببینید
- Patrulla Águila  Website (in Spanish)